# Enderleinellus kumadai
Enderleinellus kumadai är en insektsart som beskrevs av Kaneko 1954. Enderleinellus kumadai ingår i släktet Enderleinellus och familjen ekorrlöss. Inga underarter finns listade i Catalogue of Life.